# Euploea hansemanni
Euploea hansemanni är en fjärilsart som beskrevs av Eduard Honrath 1888. Euploea hansemanni ingår i släktet Euploea och familjen praktfjärilar. Inga underarter finns listade i Catalogue of Life.